# Woonhuis van Van Ravesteyn
Het woonhuis van Van Ravesteyn is een door Sybold van Ravesteyn rond 1933 ontworpen rijksmonumentale woning in de Nederlandse stad Utrecht. Van Ravesteyn ontwierp het huis voor zichzelf en zijn gezin en woonde er tot 1981.

## Beschrijving
Het woonhuis aan de Prins Hendriklaan 112 is ontworpen in de stijl van het nieuwe bouwen. Het huis bestaat uit twee bouwlagen onder een plat dak. Op de begane grond bevinden zich onder andere de entree, woonkamer inclusief werkgedeelte, keuken en garage. De verdieping bevat drie slaapkamers, een badkamer en een dakterras. Qua bouwmaterialen zijn onder meer gewapend beton, baksteen, stalen kozijnen en glas toegepast. Het exterieur en interieur zijn op tal van plaatsen voorzien van gebogen lijnen. Een deel van het meubilair is nagelvast aangebracht en speciaal voor het huis ontworpen. Van Ravesteyn woonde en werkte in het huis tot 1981.
In 1986 werd het huis aangewezen als rijksmonument vanwege "de algehele architectonische en technische vormgeving en vanwege de betekenis als eerste woonhuis-ontwerp binnen het oeuvre van de architect - met typerend gebruik van rond, golvende vormen naast strakke, rechte lijnen - als representatief voorbeeld van de Nederlandse bijdrage aan het Nieuwe Bouwen van algemeen belang wegens de betekenis voor de ontwikkeling van de moderne architectuur".
Sinds 1996 is het pand in eigendom van de Vereniging Hendrick de Keyser onder de voorwaarde dat het huis in originele staat blijft. Vanaf 2019 is het in gebruik als museumwoning annex vakantiewoning.

## Afbeeldingen

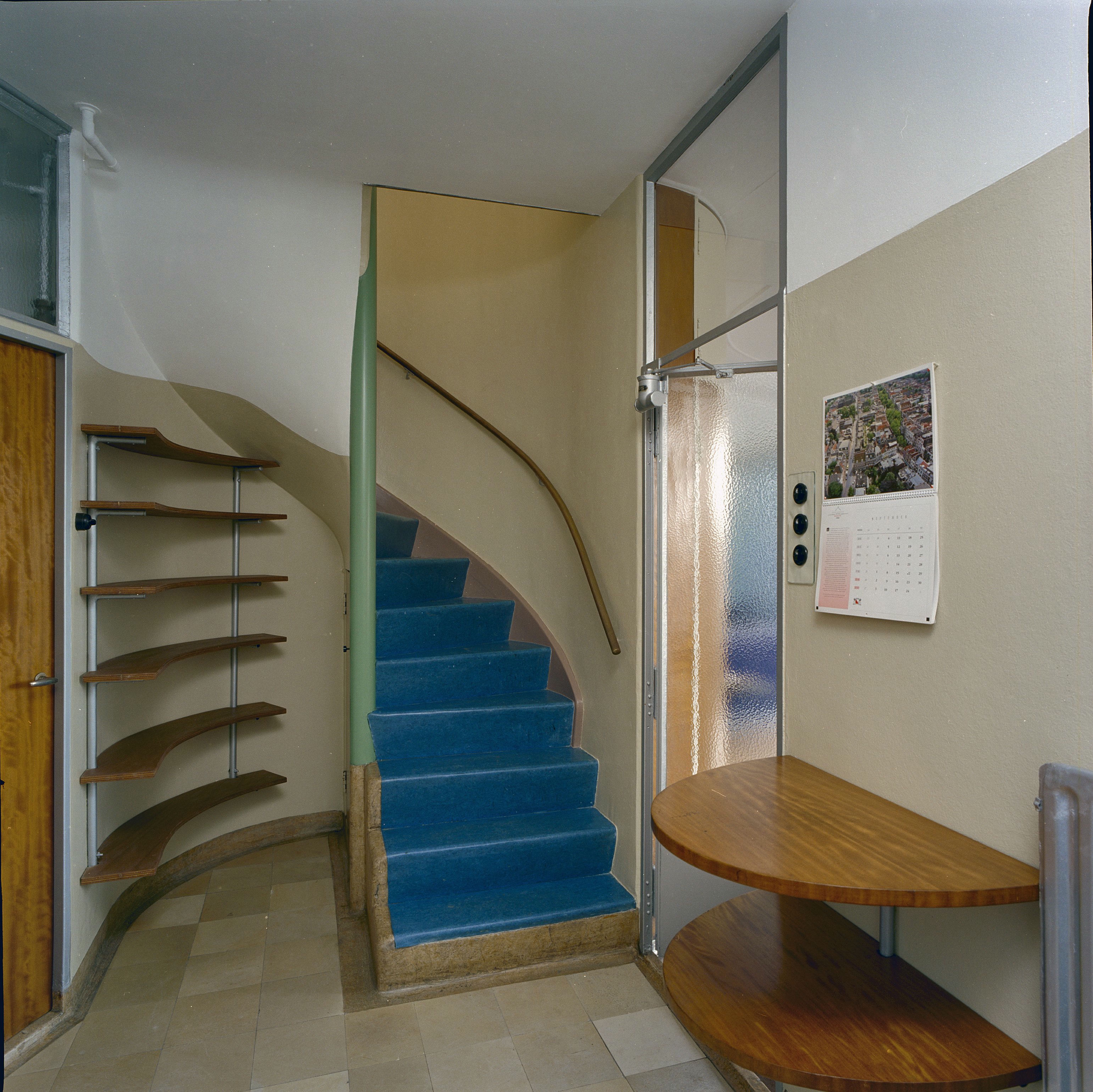
Entree
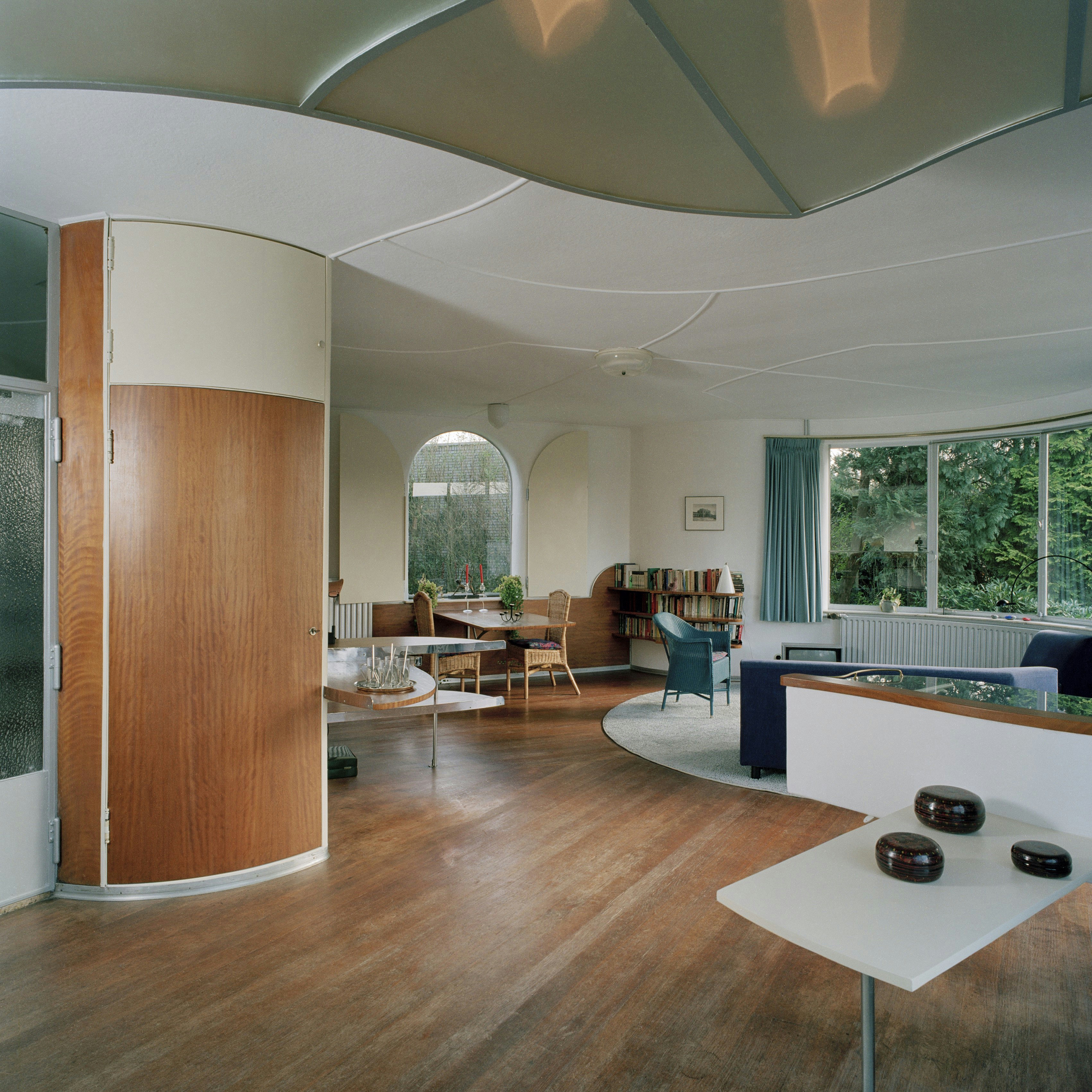
Woonkamer met de zithoek en eethoek
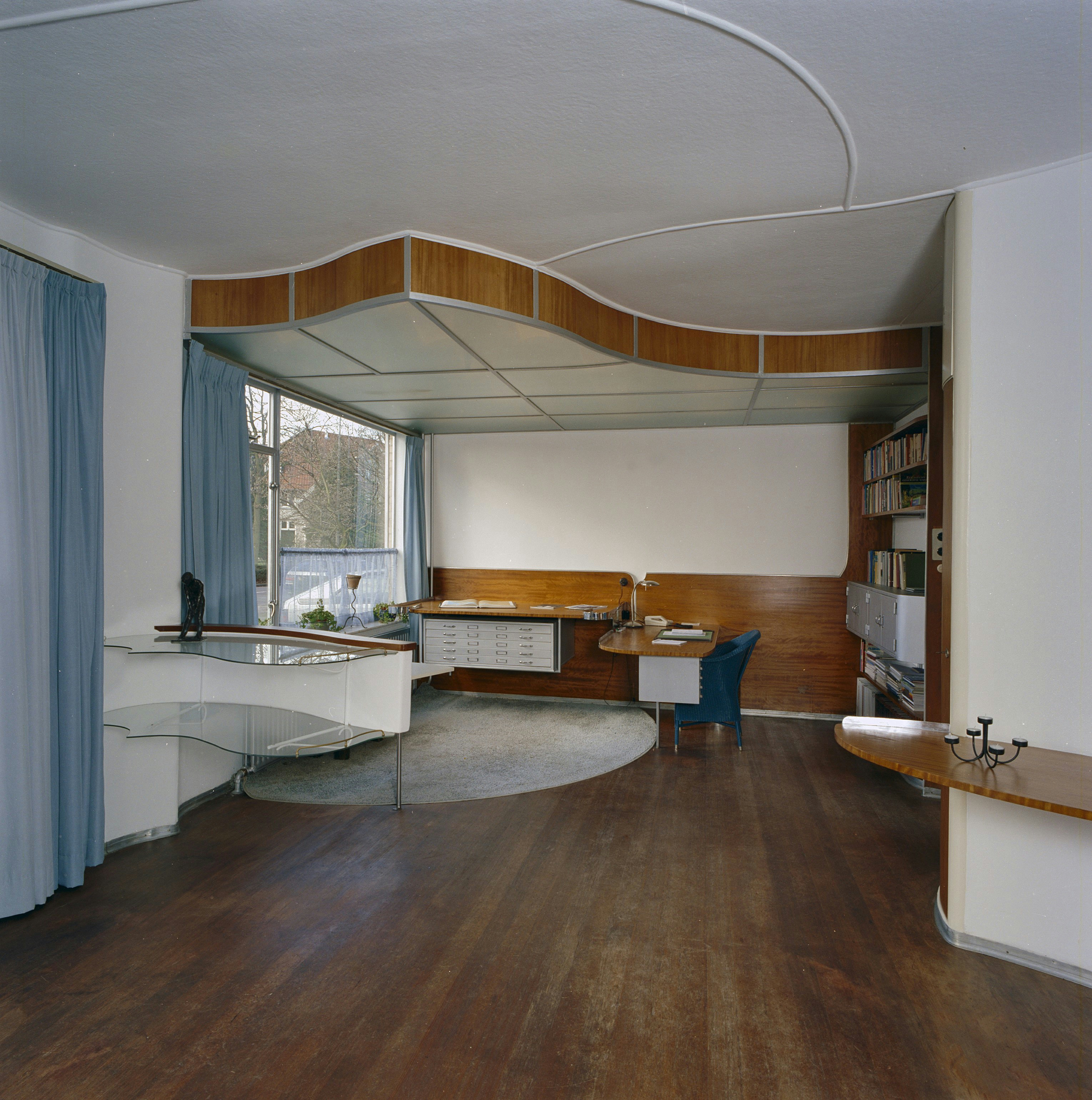
Woonkamer met zicht op het werkgedeelte
Sybold van Ravesteyn achter zijn bureau